# Elie-Antoine Durand
Elie-Antoine Durand (* 17. Februar 1888 in Revel, Département Haute-Garonne; † 5. November 1939) war ein französischer Geistlicher und römisch-katholischer Bischof von Montauban.

## Leben
Elie-Antoine Durand empfing am 21. September 1912 das Sakrament der Priesterweihe.
Am 29. Mai 1935 wurde er zum Bischof von Montauban ernannt. Die Bischofsweihe spendete ihm am 25. Juli desselben Jahres der Erzbischof von Albi (-Castres-Lavaur), Pierre-Célestin Cézerac; Mitkonsekratoren waren der Erzbischof von Aix (-Arles-Embrun), Clément-Émile Roques, und der Weihbischof in Albi, Emile Barthès.